# Крачани-Богельов
Крачани-Богельов (словац. Kračany-Boheľov) — меліоративний канал; притока Хотарного каналу, протікає в окрузі Дунайська Стреда.
Довжина приблизно 8.9 км. Є відгалуженням Богельовського каналу. Витік знаходиться в Дунайській низовині (геоморфологічна підодиниця Дунайська рівнина).
Протікає територією сіл Богельов; Мад; Вракунь; Падань і міста Вельки Медер.